# Chupa Chups
Chupa Chups és una empresa amb seu a Sant Esteve Sesrovires, propietat de l'empresa llombarda Perfetti Van Melle, dedicada a la fabricació i venda de piruletes.
Va ser fundada el 1958 pel català Enric Bernat a Astúries. Bernat va tenir la idea que els nens mengessin els caramels amb una forquilla per no embrutar-se les mans. Després de diverses proves i de veure'n l'acceptació, es va substituir la forquilla per un pal de fusta.

## Història
A final del segle xix, Josep Bernat va obrir una botiga de confiteria a Barcelona. Amb el temps, esdevingué una fàbrica i els sis fills del propietari s'hi incorporaren. Però la Guerra Civil donà fi al negoci familiar. Enric Bernat, un dels nets del fundador, després d'acabar el servei militar, va crear el seu propi negoci i el 1950, fundà una fàbrica de confits anomenada Productes Bernat. Va estar vinculat a aquesta societat especialitzada en l'elaboració de confits fins al 1954, que l'empresari Domingo Massanes li va proposar fer-se càrrec del grup "Granja Asturias", dedicat a la fabricació de productes relacionats amb la poma.
El 1958, Enric Bernat comprà la patent d'un caramel esfèric amb pal anomenat "Gol", que fabricava la indústria barcelonina "Reñé SA", i aquell mateix any va sortir al mercat el nou caramel "Chups", presentat com un petit luxe infantil que permetia consumir el dolç sense embrutar-se els dits. Va néixer amb set gustos diferents identificats amb vistosos embolcalls i, per a diferenciar-se dels competidors, fou comercialitzat a una pesseta la unitat.
El bastonet de fusta es va substituir per un de plàstic.
El 1967, es va començar a construir la nova fàbrica a Sant Esteve de Sesrovires i es va inaugurar la primera filial a França.
El 1994, es va fundar la marca subsidiària Smint. El 1995, Chupa Chups es convertia en el primer caramel amb bastonet consumit a l'espai exterior. El 1997 s'havien venut 40.000 milions de "chupa chups" al món. El juliol de 2006, l'empresa italiana Perfetti Van Melle arribà a un acord amb els hereus d'Enric Bernat (mort al desembre de 2003) per a adquirir la majoria del capital de l'empresa Chupa Chups. Actualment, Chupa Chups és el segon caramel més venut del món i té fàbriques a França, Rússia, Xina, Mèxic, Vietnam i a l'Índia. Ha venut més de 13 mil milions de Chupa Chups a 125 països.

## Logotip de Salvador Dalí
Amb la vista posada als mercats exteriors, el producte necessitava un nou disseny de l'embolcall i un nou logotip, de la realització del qual se'n va fer càrrec, per una tarifa milionària, el surrealista Salvador Dalí, i que donaria la volta al món. La primera publicitat va ser el logotip amb l'eslògan «És rodó i dura molt, Chupa Chups». L'èxit de l'eslògan va fer que el verb castellà chupar (llepar) s'incorporés al nom del producte, que inicialment era només «Chups».